# Campanula herminii
Campanula herminii es una especie de planta anual de la familia de las campanitas azules. Alcanza 2 dm de altura.

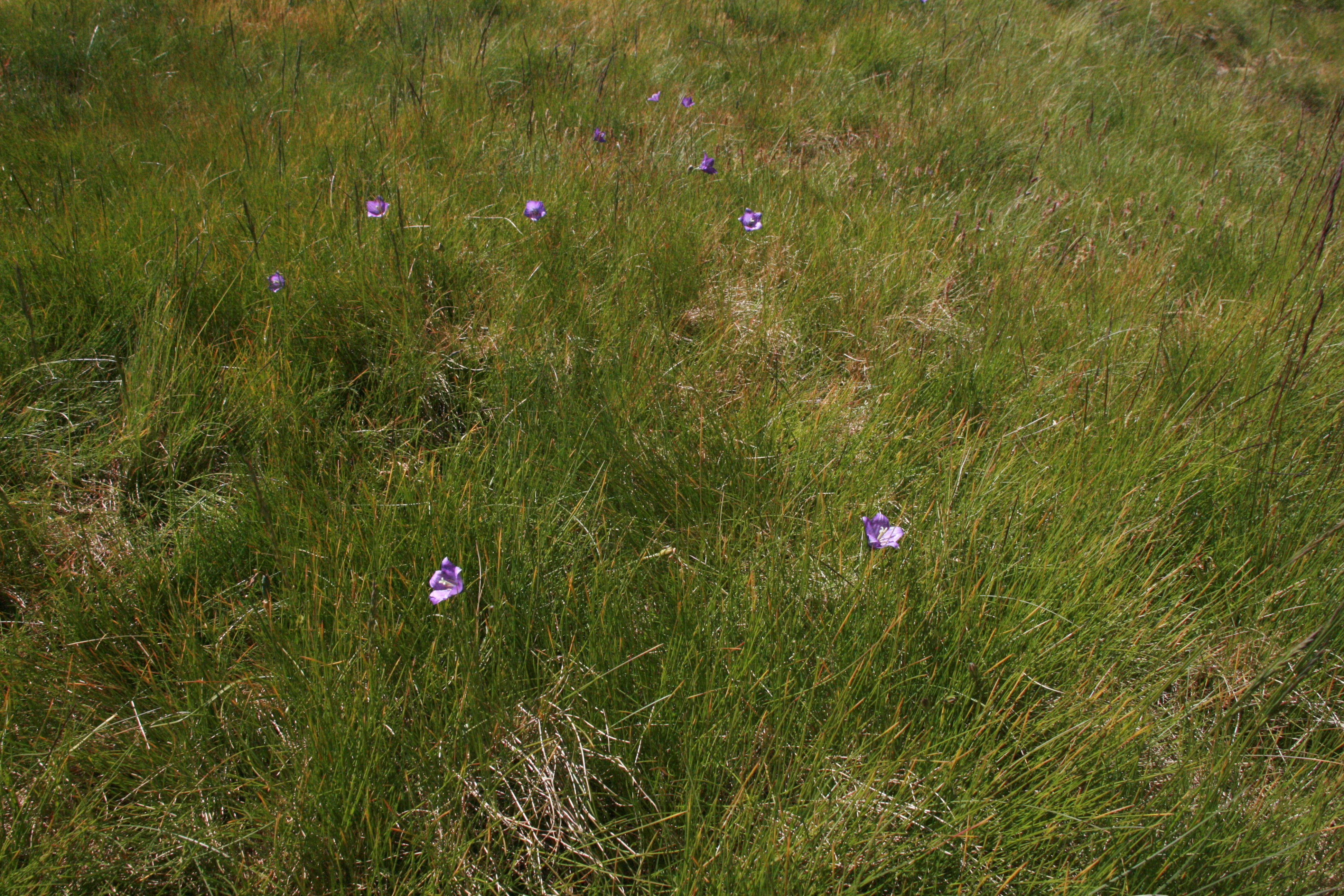
Vista de la planta en su hábitat

## Descripción
Hierba perenne, laxamente cespitosa, glabra o casi. Tallos erectos o ascendentes, simples o poco ramificados, de hasta 20 (-30) cm de longitud. Hojas basales ovadas o suborbiculares, enteras o algo crenadas, largamente pecioladas, las del tallo casi sentadas, lanceoladas o lineares, casi enteras. Flores dispuestas al final de los tallos; cáliz con 5 lóbulos estrechamente lineares; corola anchamente acampanada de color azul oscuro, de hasta 20 mm de longitud; ovario situado por debajo del resto de las piezas florales. Fruto en cápsula erecta que se abre por poros basales.

## Distribución y hábitat
Es una rara planta endémica de Sierra Nevada; del sudoeste de España y de Portugal. Esta bonita campanilla solamente crece allí, en todo el tercio meridional de la península ibérica. Es planta propia del noroeste peninsular y en Sierra Nevada se refugia en zonas húmedas, borreguiles y bordes de arroyos. Frecuente en los cervunales de la Sierra de Gredos y de la Sierra de la Estrella llamada en época romana Herminius Mons a la que debe el nombre de la especie herminii.

## Taxonomía
Campanula herminii fue descrita por Hoffmanns. & Link y publicado en Flore portugaise ou description de toutes les ... 2: 9, t. 79.. 1813.
Citología
Número de cromosomas de Campanula herminii (Fam. Campanulaceae) y táxones infraespecíficos: 
2n=32